# کائاکوپه
کائاکوپه (به اسپانیایی: Caacupé) شهری در کشور پاراگوئه، استان کوردیرا است که جمعیت آن در سرشماری سال ۲۰۰۲ میلادی ۱۹٫۱۳۱ نفر بوده‌است.